# Bajkaljärnvägen

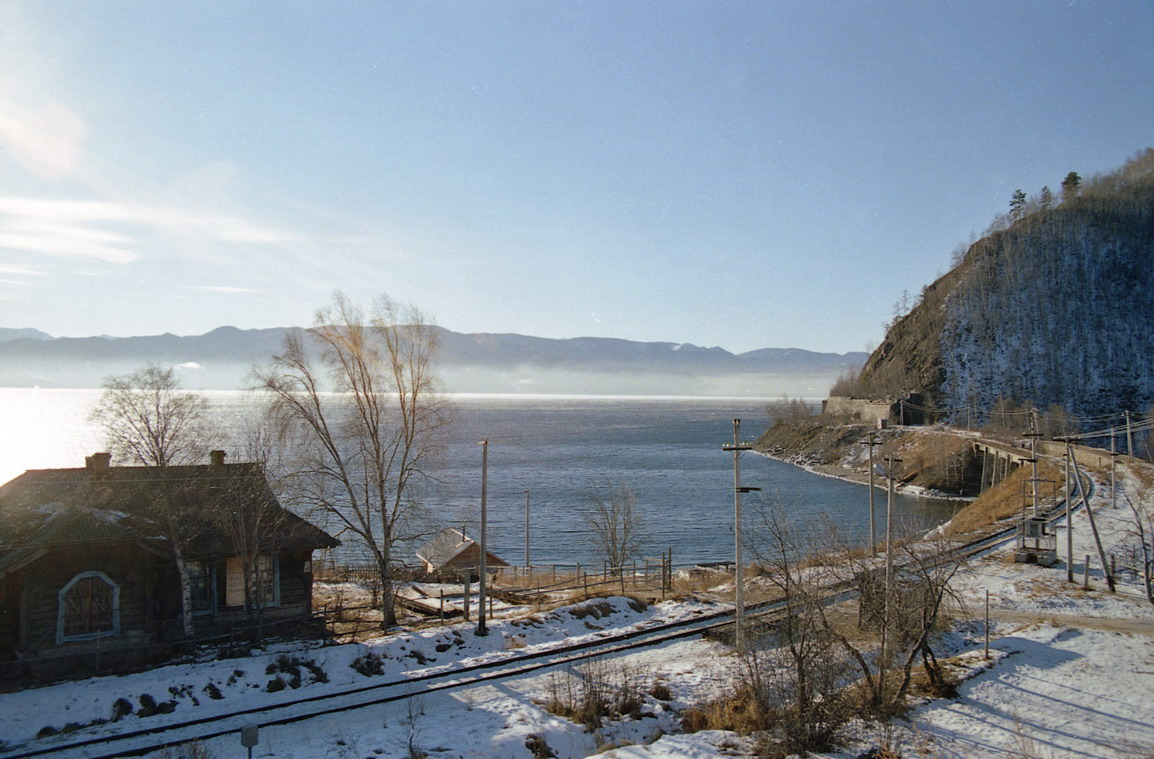
Bajkaljärnvägen vid Angasolka, tolv kilometer från Sljudjanka

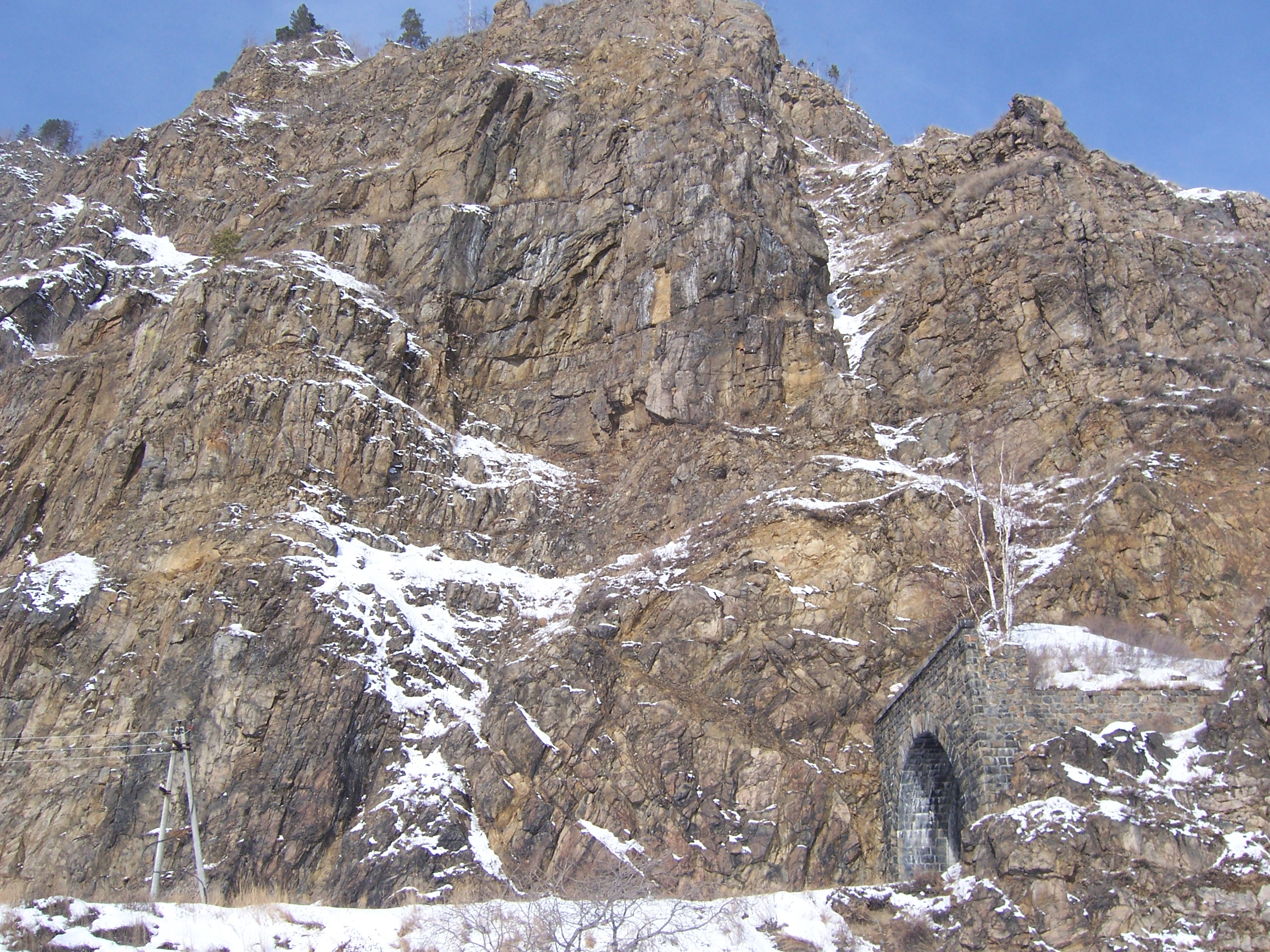
Berg med tunnel

Karta

Bajkaljärnvägen (ryska: Кругобайкальская железная дорога) är en 89 kilometer lång järnvägssträcka, som omkring 1900 byggdes vid Bajkalsjöns södra del mellan Sljudjanka och Baikal i Ryssland.
Bajkaljärnvägen anlades mellan 1902 och 1904 som en del av Transsibiriska järnvägen. Den ersatte den färjeförbindelse som gick mellan Bajkal och Mysovsk.  
För att bygga järnvägen måste 39 tunnlar samt ett stort antal broar byggas, vilket gjorde anläggandet dyrare än för andra delar av Transsibiriska järnvägen.
Efter anläggandet av Irkutskdammen 1951 och av en ny sträcka mellan Irkutsk och Bajkals södra ände är den tidigare sträckan mellan Irkutsk och Bajkal bara en bibana. Den används endast i liten utsträckning med en högsta hastighet på 20 kilometer per timme.

## Bildgalleri

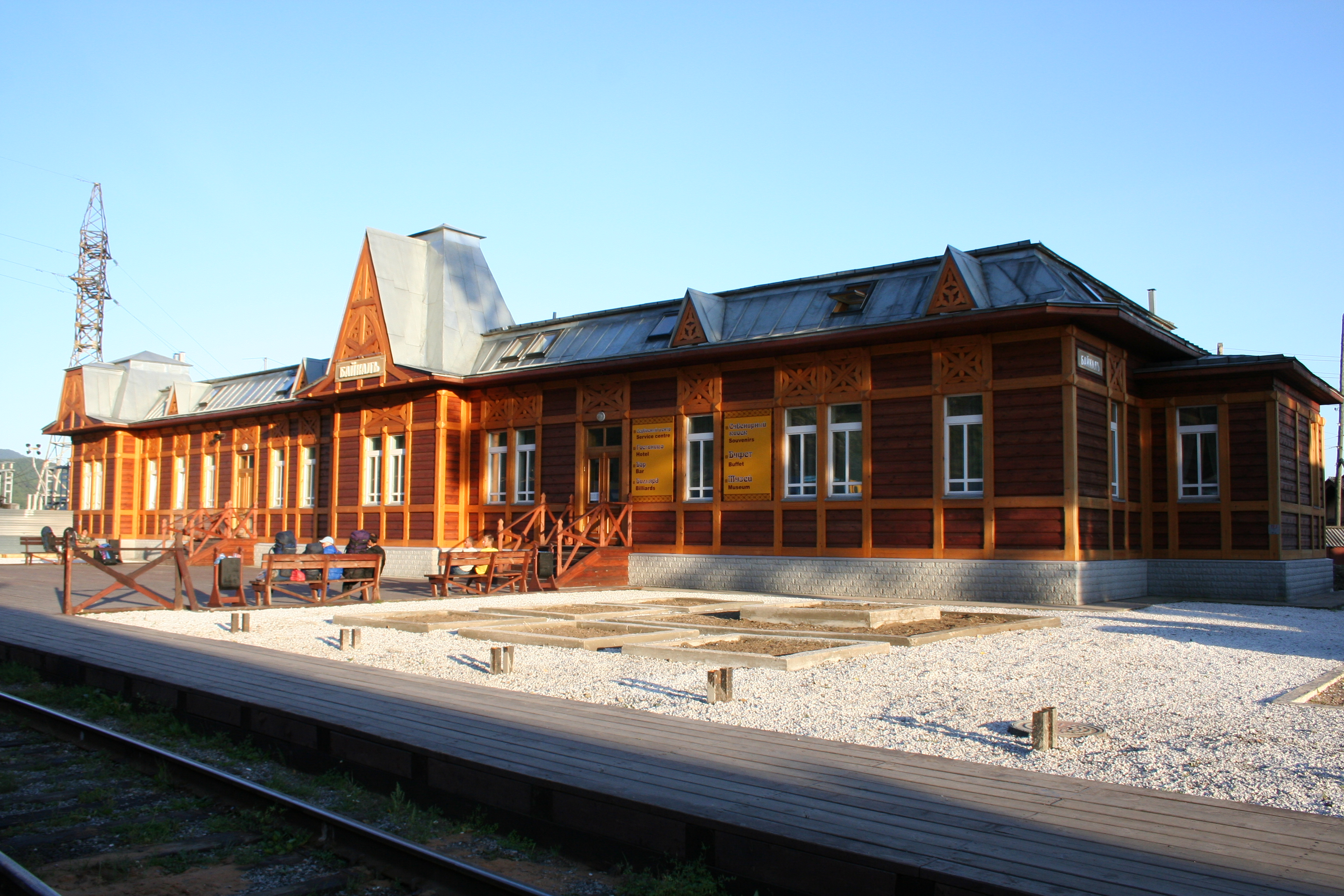
Bajkals järnvägsstation
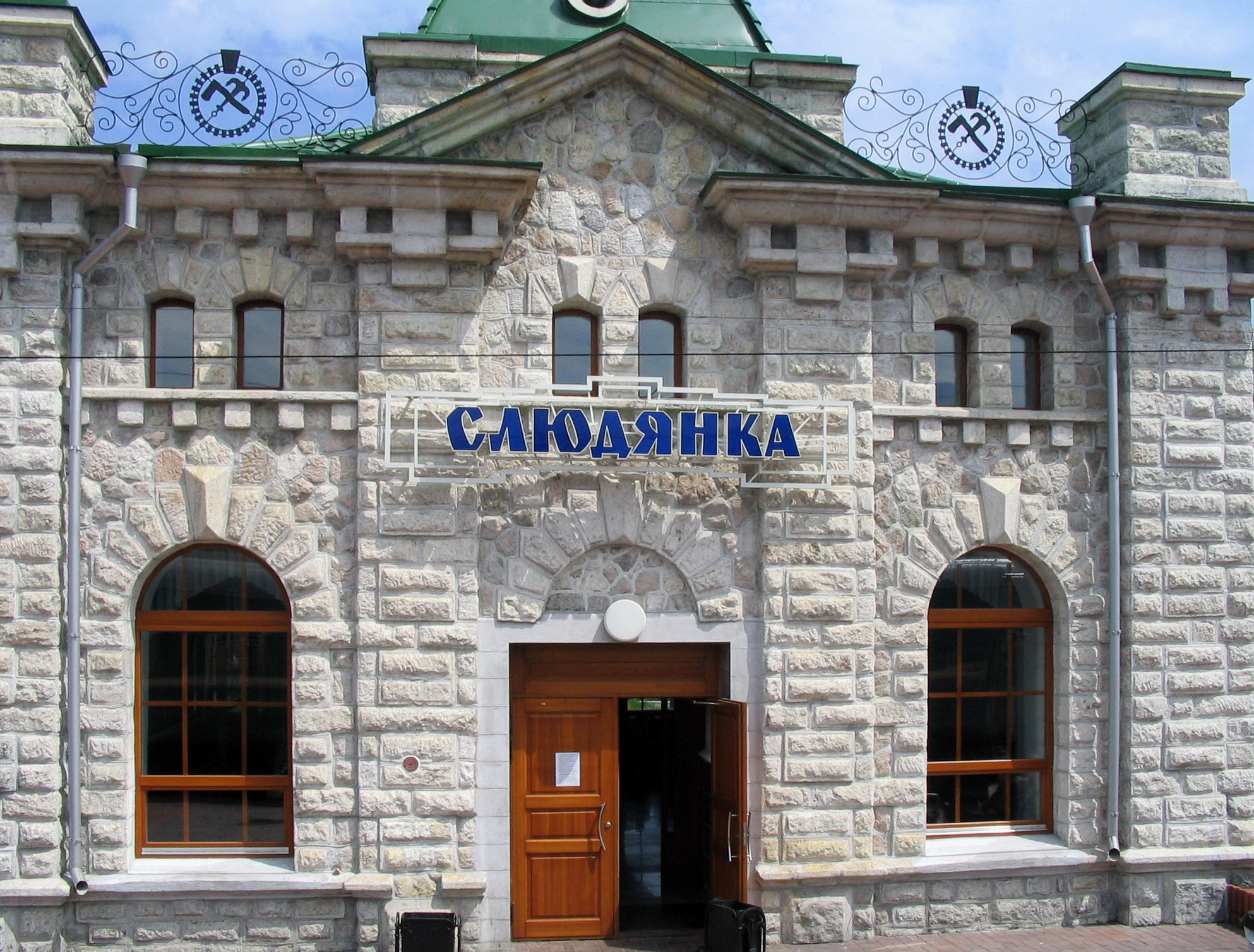
Järnvägsstationen i Sljudjanka
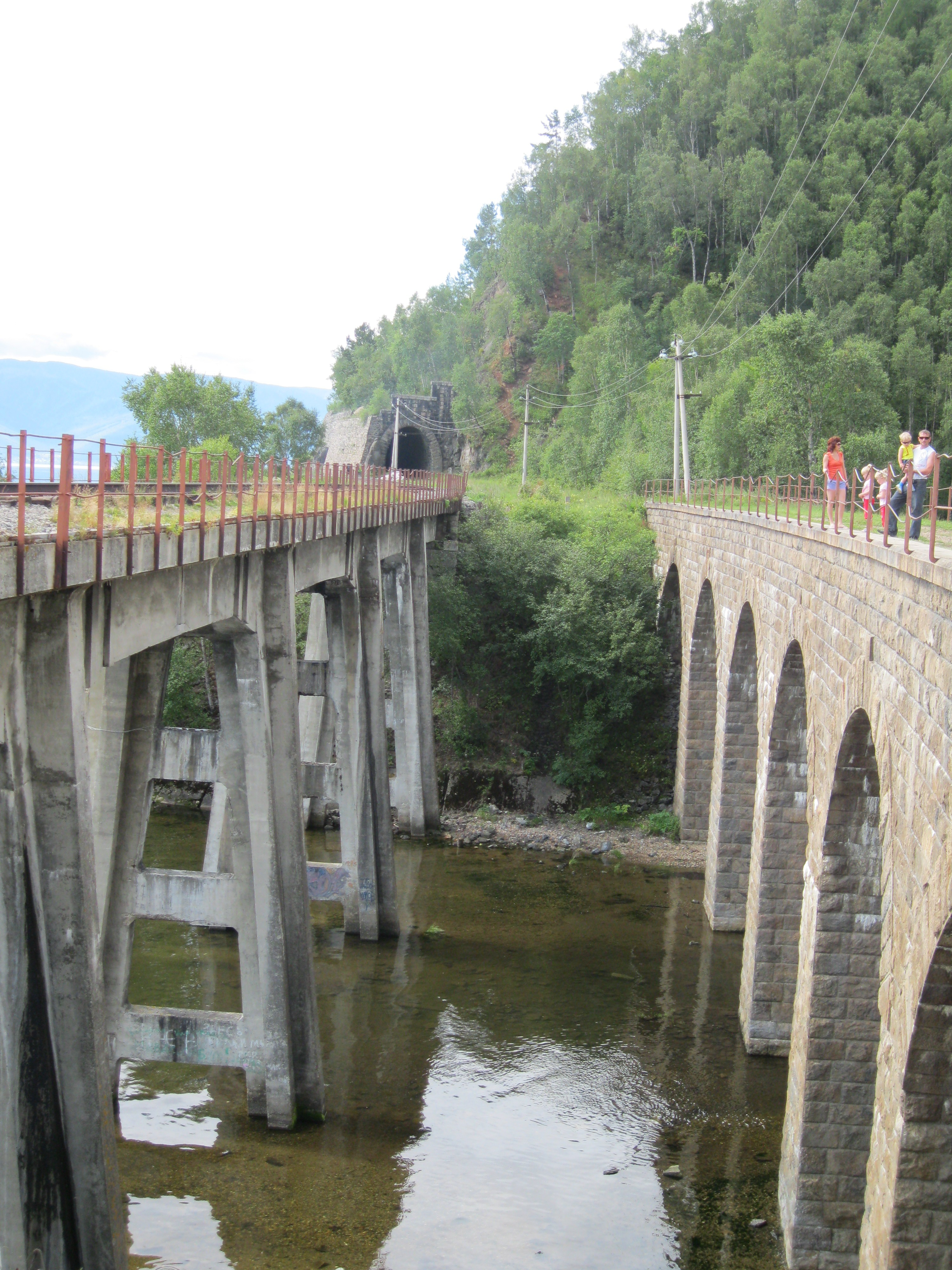
Broar vid Angasolka, tolv kilometer från Sljudjanka
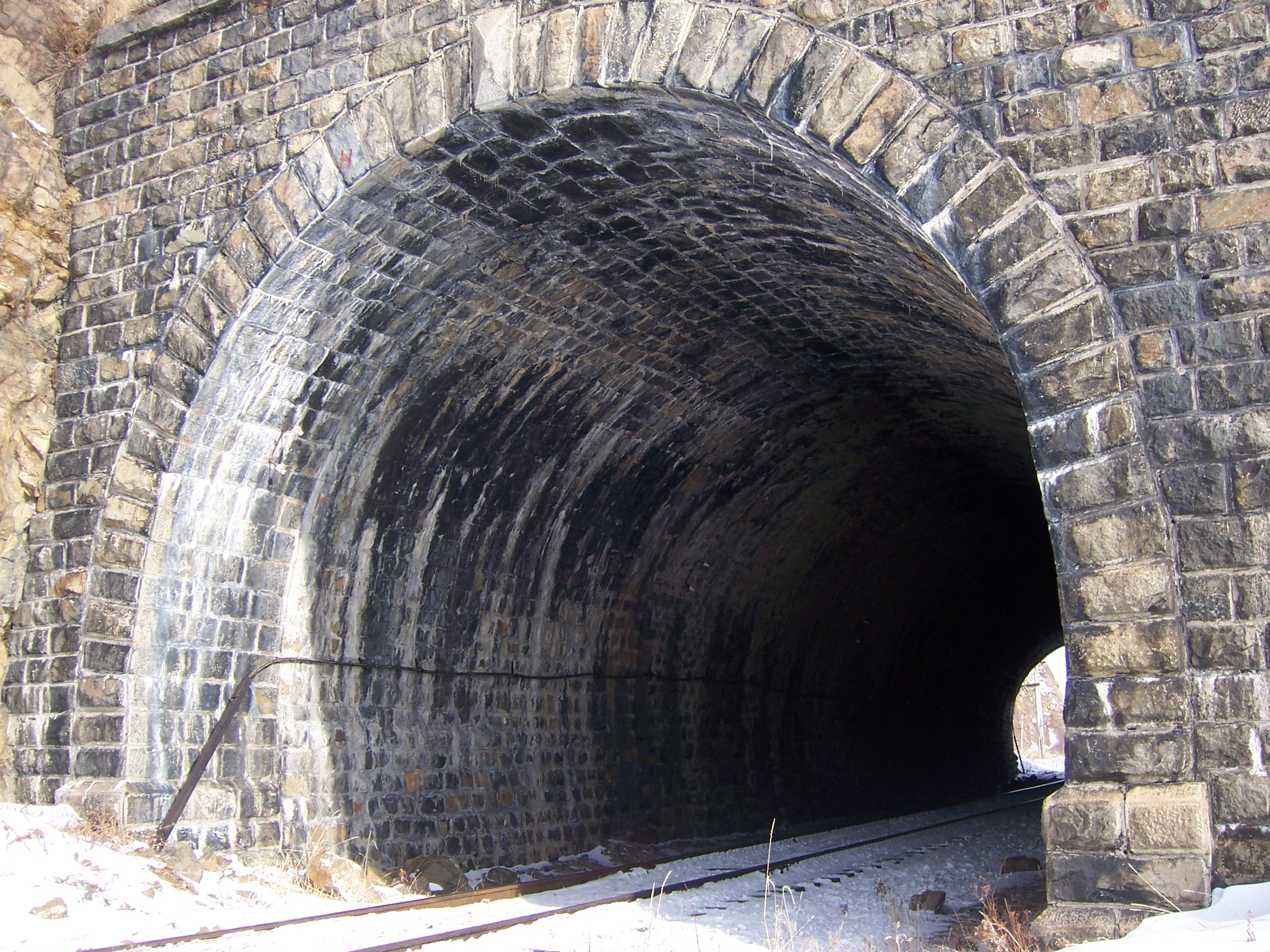
Tunnel, 30 kilometer från Bajkal
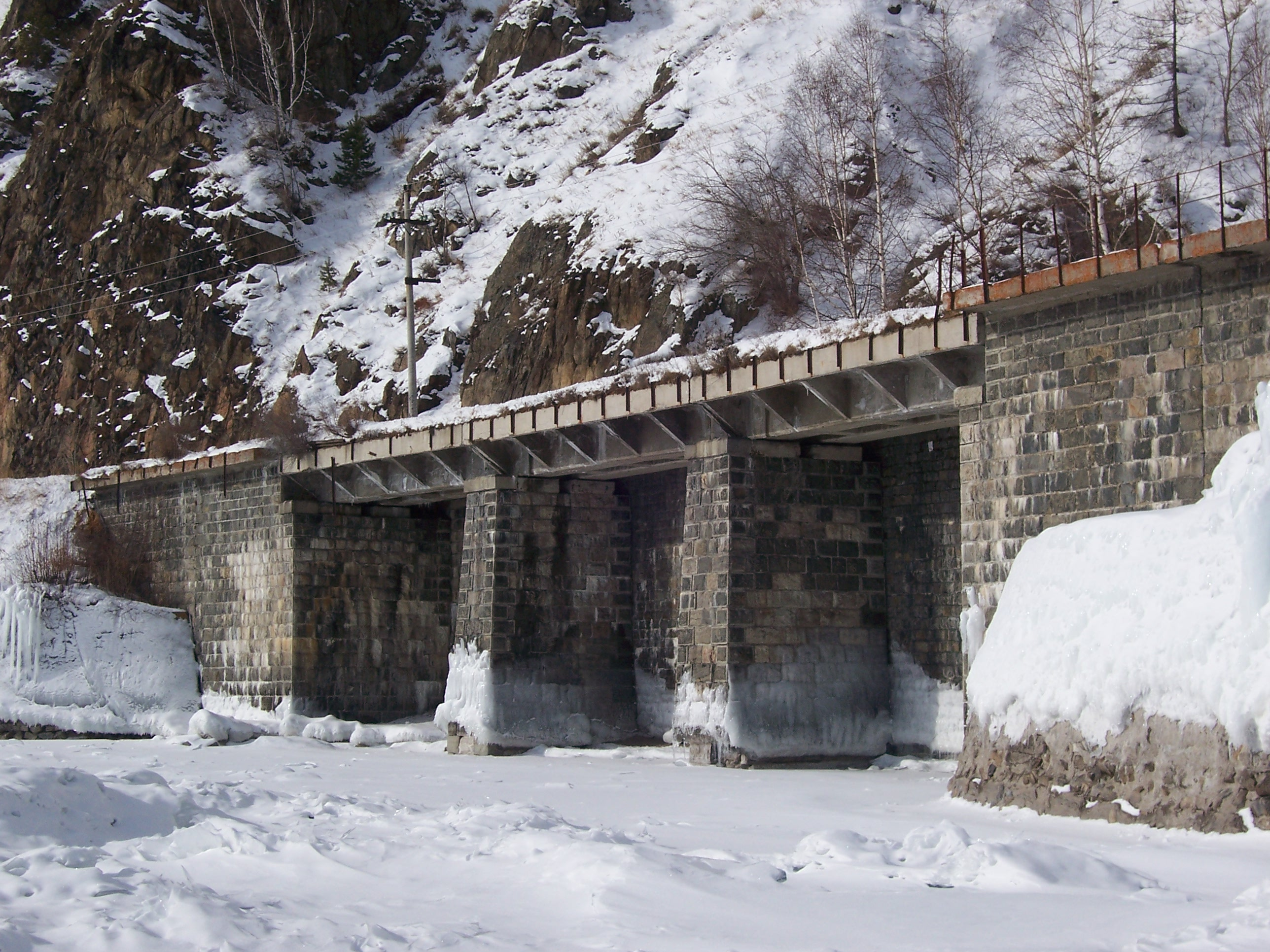
Bro, 30 kilometer från Bajkal
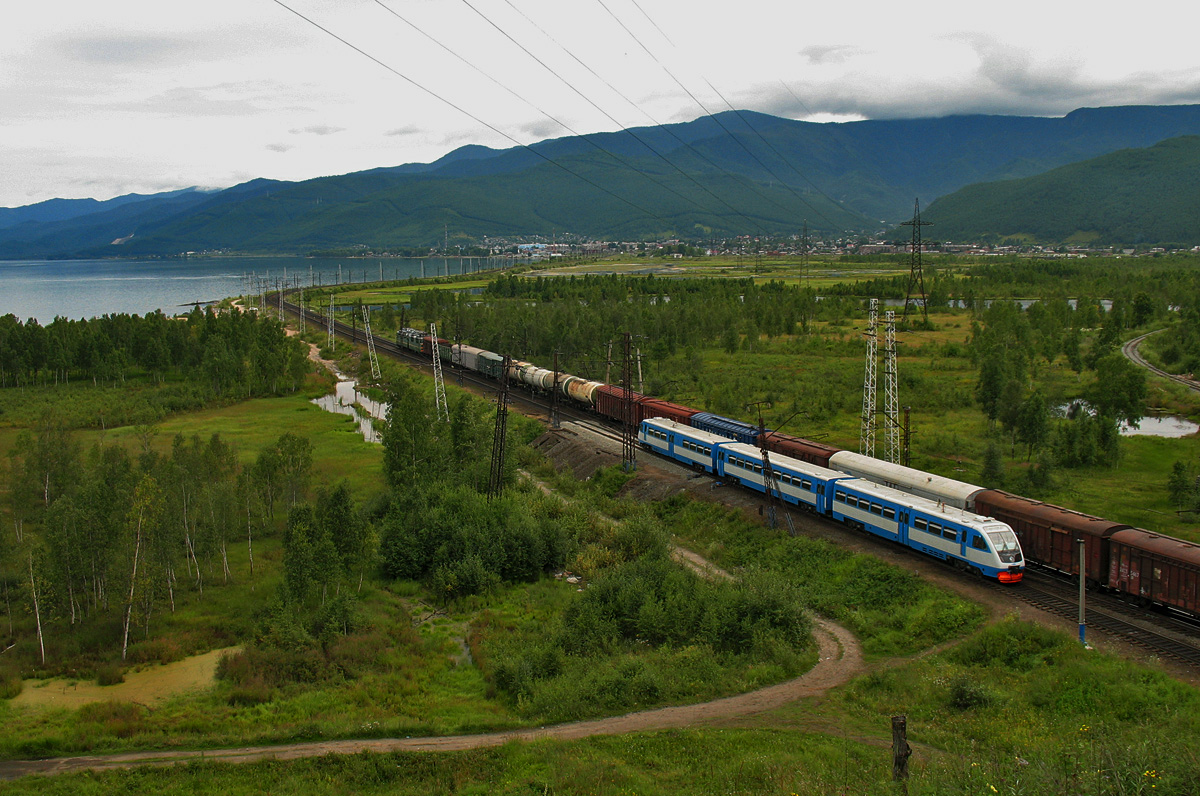
Tågmöte på Bajkaljärnvägen